# Manntra
Manntra je hrvatski rock sastav iz Umaga. Sastav su krajem 2011. godine formirali Marko Matijević Sekul i Zoltan Lečei, članovi sastava Omega Lithium, nakon čega im se pridružio Andrea Kert.
Glazbeni stil Manntrinih pjesama odlikuje spoj tradicijske narodne glazbe s teškim metalom, pri čemu se često koriste i elementi elektroničke glazbe. Bend često koristi tradicionalne instrumente poput sopela, tamburice i diplica, uz električne gitare, bubnjeve i klavijature. Njihova glazba primjetna je po dinamičnim ritmovima, snažnim gitarskim rifovima i vokalima koji se često izvode na hrvatskom i engleskom jeziku. Tekstovi pjesama benda često se bave temama duhovnosti, mitologije i osobnih borbi, koje su često izvedene iz hrvatskog folklora i povijesti. Manntrin zvuk je mješavina različitih stilova koja stvara izražajan i privlačan glazbeni identitet. Prvi singl sastava, "Kiša", skreće veliku pozornost na sastav početkom 2012. godine te osigurava grupi osvajanje glazbenih ljestvica i rasprodane mnogobrojne klubove diljem države, kao i prepoznavanje izvan Hrvatske, u Njemačkoj, Austriji i Rusiji.

## Povijest

### Početci iHorizont(2011. – 2013.)
Prvi studijski album pod nazivom Horizont objavljen je 29. studenog 2012. godine. Album uključuje pjesme "Kiša" i "Horizont" koje su prethodno objavljene kao singlovi. Album je snimljen 2012. godine u Hrvatskoj i Sloveniji i u potpunosti ga je producirao glavni vokal benda Marko Matijević Sekul.

### VeneraiMeridijan(2015. – 2018.)
Od 2015. do 2019. godine, Manntra je objavila dva uspješna albuma, Venera i Meridijan. Venera, objavljena 2015. godine, pokazala je evoluciju zvuka benda, uključujući manje elektroničkih elemenata i više sirovih folklornih instrumenata. Njihov jedinstveni spoj tradicionalne folklorne glazbe i hard rocka osvojio je kritičare.
Godine 2017. Manntra je objavila album Meridijan, koji je gradio na uspjehu Venere dok je istovremeno gurao zvuk benda u novim smjerovima. Album je prikazao ambiciozniji i eksperimentalniji pristup koji je zvukovno bio fokusiran na domaće podneblje, pokazujući zvukove Hrvatske i izvan domovine. Pjesme koje se ističu na albumu su "Ne Laži", "Lanterne" i "Kornati". Meridijan je postigao značajan uspjeh i široko priznanje izvan Hrvatske.

### Oyka!, Dora 2019. iMonster Mind Consuming(2019. – 2021.)
Na albumu Oyka!, Manntra se nastavila baviti spojem tradicionalne folklorne glazbe i heavy metala, ali ovaj put istražujući ga na engleskom jeziku. Manntra je svoj treći album potpisala za diskografsku kuću Menart, koja je također objavila njihov prethodni album "Meridian" 2017. godine. Taj je dogovor otvorio vrata za daljnje ugovore u Njemačkoj i nastupe na velikim festivalima. Njihov je uspjeh otvorio vrata potpisivanju za NoCut Entertainment (SPV) i Schubert Music Agency.
17. siječnja 2019. godine, bend je najavljen kao jedan od 16 sudionika na Dori 2019., s pjesmom "In the Shadows", gdje su završili na četvrtom mjestu.
Album Monster Mind Consuming, objavljen 2021. godine, predstavio je teži i složeniji zvuk za Manntru. Album je predstavljen kao konceptualni album o ratu i osobnoj borbi, s pjesmama poput "Heathens", "Ori Ori" i "Monster Mind Consuming".

### Kreatura(2022.) iEndlich! Live in Hamburg
Godine 2022. Manntra je objavila treći album na engleskom jeziku, Kreatura, koji je objavio No Cut Entertainment, a bio je praćen turnejom i festivalskom sezonom, što je rezultiralo objavom live albuma i videozapisa "Endlich! Live in Hamburg", snimke Manntrina nastupa u Hamburgu.
"Kreatura" je proširila Manntrin interes za folklor i mitologiju te se djelomično vratila metal i industrijskom zvuku.
Netom prije njihove samostalne turneje kroz Njemačku, bend je dobio još jednog člana u obliku maskiranoga misterioznog gitarista/višestrukog instrumentalista kojeg zovu Barren King.

## Članovi sastava[17][18]
Trenutni članovi
- Marko Matijević Sekul - vokali, gitara, klavijature (2011. - danas)
- Zoltan Lečei - bas-gitara (2011. – 2016., 2021. - danas)
- Andrea Kert - bubnjevi (2011. - danas)
- Dorian "Dodo" Pavlović - gitara (2022. - danas)[19]
- Barren King - gitara, sopele, klavijature (2022. - danas)

Bivši članovi
- Marko "Pure" Purišić - gitara (2011. – 2016., 2018. - 2022.)[20]
- Danijel Šćuric - bas-gitara (2016.)
- Filip Majdak - gitara (2016. – 2018.)
- Boris Kolarić - gitara, gajde, mandolina (2016. – 2021.)
- Maja Kolarić - bas-gitara (2016. – 2021.)

## Diskografija[21]
Studijski albumi
- Horizont (2012.)
- Venera (2015.)
- Meridian (2017.)
- Oyka! (2019.)
- Monster Mind Consuming (2021.)
- Kreatura (2022.)

Singlovi
- Kiša (2012.)
- Horizont (2012.)[22]
- Nebitna (2013.)[23]
- Vila/Mornar (2014.)
- Meridian (2016.)
- Snaga (2017.)
- Divojko (2017.)
- Kornati (2017.)
- In the Shadows (2019.)
- Yelena (2019.)
- Murter (feat. Michael Robert Rhein from In Extremo) (2019.)
- Ori Ori (2020.)
- Voices of the Sea (2020.)
- Slave (2021.)
- Barren King (2021.)